# Soktachan
De Soktachan (Russisch: Соктахан) is een bergketen in het Russische Verre Oosten, gelegen in het district Zejski van de Russische oblast Amoer. De naam komt van het Evenkse woord soktachan ("uitloper" of "aftakking") of het aanverwante woord sektakan ("sparrentakje"). 
Het gebergte ligt tussen de rivier de Zeja in het westen en Dep-Ogorondepressie in het oosten. De Soktachan vormt onderdeel van de grotere bergketen Jankan-Toekoeringra-Soktachan-Dzjagdy, waarbij het van de Toekoeringa wordt gescheiden door de Zejadam en het Zejastuwmeer. Het hoogste punt van de Soktachan is de berg Bekeldeoel (1470 meter).